# Las aventuras de Enola Holmes
Las aventuras de Enola Holmes (The Enola Holmes Mysteries originalmente en inglés) es una serie de seis libros de la escritora Nancy Springer sobre la hermana pequeña del detective Sherlock Holmes. Enola Holmes es una joven de catorce años y la trama toma personajes, referencias e ideas de las novelas de Sherlock Holmes aunque el personaje de Enola es una creación de la autora. El primer libro de la serie se titula "El caso del marqués desaparecido".

## Argumento y personajes
Cuando Enola Holmes, la hermana pequeña del detective Sherlock Holmes, descubre que su madre ha desaparecido el día de su decimocuarto cumpleaños, para empeorar las cosas, sabe que puede encontrarla sola. Vestida con la ropa de su hermano Sherlock de cuando era pequeño, Enola se dirige al corazón de Londres dispuesta a descubrir el paradero de su madre, aunque ni siquiera su famoso apellido Holmes puede prepararla para lo que le espera. Durante toda la saga, el trasfondo es una lucha de Enola por demostrar a sus hermanos, Sherlock y Mycroft, que tiene un don detectivesco para resolver casos y que es lo suficientemente madura y adulta como para dedicarse a ello.

### El caso del marqués desaparecido
Tras verse inesperadamente implicada en el secuestro del joven Marqués de Basilwether, Enola deberá escapar de villanos asesinos, rescatar al consentido Marqués y, quizá lo más difícil de todo, eludir a su perspicaz hermano mayor, mientras recopila pruebas de la desaparición de su madre.

### El caso de la dama zurda
En la ciudad más sucia, oscura y grande del mundo, alguien está buscando a Enola Holmes: el detective más famoso del mundo, su propio hermano, Sherlock Holmes. Pero si quiere luchar por la libertad, la suya y la de su madre, deberá escapar de él y seguir probando que su madre estaba en lo cierto cuando decidió llamarla Enola, leído al revés, alone (sola). En su huida, descubre unos dibujos al carboncillo ocultos y se pregunta si la chica que los creó será como ella; su alma gemela. Pero esa chica, Lady Cecily, ha desaparecido sin dejar rastro. Enola tendrá que adentrarse de noche por las calles de Londres para encontrarla y descifrar las claves que la conducirán a la dama zurda; pero en su intento por salvarla, se arriesga a revelar más cosas de las que debería.

### El caso del enigma de los ramos de flores
Todo el mundo sabe que el Dr. Watson es la mano derecha de Sherlock Holmes, así que su desaparición en extrañas circunstancias es motivo de escándalo y consternación. Ni tan siquiera el mismísimo Sherlock Holmes tiene la más mínima pista sobre su paradero. Enola siente curiosidad pero no se atreve a investigar, ya que sigue ocultándose de sus hermanos mayores, y si se involucrara en la investigación podría resultar desastroso. Pero cuando un misterioso ramo de flores llega a la residencia de los Watson, Enola se ve obligada a actuar, pues el oculto significado de esas flores no es otro que la muerte. Siguen las aventuras de la hermana secreta de Sherlock Holmes que se enfrenta a un nuevo caso, esta vez con el Dr. Watson como protagonista. 

### El caso del abanico rosa
Enola ayuda a una vieja conocida, Lady Cecily, a escapar de un matrimonio forzado con la prima de la joven (tales cosas eran comunes entonces, para mantener la propiedad dentro de la familia). Mientras escapa de un hombre malvado y su mastín, Enola se mete en problemas. Mientras tanto, no sabe que Sherlock está sólo unos pasos detrás de ella. 

### El caso del pictograma
Enola regresa a su alojamiento y descubre que alguien ha secuestrado a su casera, la señora Tupper. Después de investigar los alojamientos saqueados, deduce que los secuestradores buscaban un mensaje secreto escondido en el viejo vestido de crinolina de la Sra. Tupper. Enola remonta el vestido a Florence Nightingale, quien conoció a la Sra. Tupper en la Guerra de Crimea. Después de varias visitas a Nightingale, Enola descubre que trabajó como espía durante la guerra. Como tal, Nightingale le pidió a la Sra. Tupper que pasara de contrabando una nota en su crinolina a Inglaterra, pero no sabía que la viuda de guerra era sorda y no la entendía. Enola también se da cuenta de que Nightingale finge ser una inválida para evitar asistir a las funciones sociales que se esperan de una mujer rica. Se da cuenta también de que las funciones le quitarían tiempo para escribir cartas y así  lograr una reforma social para los necesitados. Durante sus visitas a Nightingale, Enola sospecha que alguien la está siguiendo. Como la persona podría estar relacionada con el caso y representar un peligro para la señora Tupper y su propia seguridad, se traslada al Club de Mujeres Profesionales.

### El caso del mensaje de despedida
Al final, los hermanos Holmes se reconcilian completamente con la ayuda de un mensaje codificado final de su madre, un cuento espartano decodificado usando el manillar de una bicicleta. Con esa resolución, Mycroft, aún más impresionado con los sofisticados arreglos comerciales de Enola y satisfecho con su residencia en el Club de Mujeres Profesionales, le concede a Enola su libertad y acepta financiar su educación. Enola, a su vez, perdona a Mycroft, acepta su oferta y anuncia que probablemente continuará su carrera como investigadora privada. Por su parte, Sherlock acepta a Enola como colega en su profesión y señala que espera ansiosamente sus logros futuros.

## Influencias
Los libros están inspirados en el universo de Sherlock Holmes de Sir Arthur Conan Doyle, y, por ejemplo, en uno de ellos el protagonista es el doctor Watson.

## Adaptación cinematográfica
El 9 de enero de 2018, se anunció que Millie Bobby Brown produciría y protagonizaría el personaje principal en una serie de películas basada en los libros de Enola Holmes. El 8 de febrero de 2019, los medios informaron que Harry Bradbeer dirigiría el proyecto de la película, mientras que Jack Thorne adaptaría el guion. Helena Bonham Carter interpreta a la madre de Enola Holmes, mientras que Henry Cavill interpreta a Sherlock Holmes. El 21 de abril de 2020, Netflix se hace cargo de los derechos de distribución de la película, en lugar de un estreno en cines debido a la COVID-19. La película fue lanzada el 23 de septiembre de 2020 con el título de Enola Holmes. En abril de 2021, se informó que se estaba desarrollando una secuela, con Brown y Cavill retomando sus papeles, el 13 de mayo de 2021, se anunció Enola Holmes 2. El estreno fue el 27 de octubre de 2022 en Netflix